# Auvers, Haute-Loire
Auvers là một xã thuộc tỉnh Haute-Loire nam trung bộ nước Pháp. Xã Auvers, Haute-Loire nằm ở khu vực có độ cao trung bình 1180 mét trên mực nước biển.